# Championnat du Luxembourg de football 2011-2012
Navigation
Saison précédente Saison suivante
La saison 2011-2012 de Division nationale est la 98e édition de la première division luxembourgeoise.
Lors de cette saison, le F91 Dudelange tente de conserver son titre de champion face aux treize meilleurs clubs luxembourgeois lors d'une série de matchs se déroulant sur toute l'année.
Les quatorze clubs participants au championnat sont confrontés à deux reprises aux treize autres.
C'est le F91 Dudelange, tenant du titre, qui remporte à nouveau la compétition, après avoir terminé en tête du classement final, avec trois points d'avance sur la Jeunesse d'Esch et cinq sur le CS Grevenmacher. C'est le dixième titre de champion du Luxembourg de l'histoire du club, qui réussit même le doublé en s'imposant en finale de la Coupe du Luxembourg face au FC Differdange 03.

## Qualifications en coupe d'Europe
À l'issue de la saison, le champion se qualifie pour le premier tour de qualification des champions de la Ligue des champions 2012-2013.
Le vainqueur de la Coupe du Luxembourg prend la première place en Ligue Europa 2012-2013 et accède au premier tour de qualification. Les deux autres places en Ligue Europa reviennent aux deuxième et troisième du championnat. Il est à noter que ces deux dernières places sont aussi qualificatives pour le premier tour de qualification.

## Les 14 clubs participants
| Club                              | Stade                        | Capacité | Ville            |
| --------------------------------- | ---------------------------- | -------- | ---------------- |
| UN Käerjeng                       | Um Beschel                   | 1 100    | Bascharage       |
| F91 Dudelange                     | Jos Nosbaum                  | 4 650    | Dudelange        |
| AS La Jeunesse d'Esch             | La Frontière                 | 4 200    | Esch-sur-Alzette |
| US Hostert promu de D2            | Stade Joe Becker             | 1 500    | Hostert          |
| CS Grevenmacher                   | Op Flohr                     | 4 000    | Grevenmacher     |
| Swift Hesperange                  | Holleschbierg                | 2 000    | Hesperange       |
| Racing FC Union Luxembourg        | Achille Hammerel             | 5 900    | Luxembourg       |
| FC Differdange 03                 | Thillenberg                  | 6 000    | Differdange      |
| Fola Esch                         | Emile Mayrisch               | 3 900    | Esch-sur-Alzette |
| US Rumelange promu de D2          | Stade municipal de Rumelange | 3 000    | Rumelange        |
| Progrès Niedercorn                | Jos Haupert                  | 2 800    | Differdange      |
| Rapid Mansfeldia Hamm Benfica     | Luxembourg-Cents             | 2 800    | Luxembourg       |
| CS Pétange                        | Stade Municipal              | 3 300    | Pétange          |
| Union 05 Kayl-Tétange promu de D2 | Stade Victor Marchal         | 1 000    | Kayl             |

## Compétition

### Classement
Le classement est établi sur le barème de points classique (victoire à 3 points, match nul à 1, défaite à 0).
Pour départager les égalités, on tient d'abord compte de la différence de buts générale, puis du nombre de buts marqués, puis des confrontations directes et enfin si la qualification ou la relégation est en jeu, les deux équipes jouent une rencontre d'appui sur terrain neutre.
| Rang | Équipe                     | Pts | J  | G  | N  | P  | Bp | Bc | Diff |
| ---- | -------------------------- | --- | -- | -- | -- | -- | -- | -- | ---- |
| 1    | F91 Dudelange'T'C          | 54  | 26 | 16 | 6  | 4  | 67 | 20 | +47  |
| 2    | Jeunesse d'Esch            | 51  | 26 | 15 | 6  | 5  | 56 | 37 | +19  |
| 3    | CS Grevenmacher            | 49  | 26 | 14 | 7  | 5  | 50 | 27 | +23  |
| 4    | FC Differdange 03          | 48  | 26 | 13 | 9  | 4  | 64 | 26 | +38  |
| 5    | UN Käerjeng                | 43  | 26 | 12 | 7  | 7  | 37 | 35 | +2   |
| 6    | Fola Esch                  | 38  | 26 | 10 | 8  | 8  | 41 | 30 | +11  |
| 7    | RM Hamm Benfica            | 38  | 26 | 12 | 2  | 12 | 54 | 47 | +7   |
| 8    | CS Pétange                 | 36  | 26 | 10 | 6  | 10 | 29 | 37 | -8   |
| 9    | Progrès Niedercorn         | 33  | 26 | 9  | 6  | 11 | 32 | 35 | -3   |
| 10   | Racing FC Union Luxembourg | 32  | 26 | 7  | 11 | 8  | 40 | 41 | -1   |
| 11   | Union 05 Kayl-TétangeP     | 29  | 26 | 8  | 5  | 13 | 19 | 51 | -32  |
| 12   | Swift Hesperange           | 26  | 26 | 7  | 5  | 14 | 34 | 53 | -19  |
| 13   | US RumelangeP              | 19  | 26 | 5  | 4  | 17 | 27 | 71 | -44  |
| 14   | US HostertP                | 8   | 26 | 2  | 2  | 22 | 22 | 82 | -60  |

| Légende : Qualifications et relégations | Légende : Qualifications et relégations                                                      |
| --------------------------------------- | -------------------------------------------------------------------------------------------- |
|                                         | Ligue des champions 2012-2013 (1er tour de qualification)                                    |
|                                         | Ligue Europa 2012-2013 (1er tour de qualification)                                           |
|                                         | Qualification pour le barrage de relégation en Promotion d'honneur                           |
|                                         | Relégation en Promotion d'honneur                                                            |
|                                         | T : Tenant du titre 2010-2011 P : Promu en 2010-2011 C : Vainqueur de la Coupe du Luxembourg |

### Matchs
| Résultats (▼dom., ►ext.)                                   | DIF | DUD | FOL | GRE | Hos | JES | KAE | PET  | PRO | RAC | RMH | RUM | SWI | UKT |
| FC Differdange 03                                          |     | 3-1 | 2-2 | 0-0 | 3-0 | 1-1 | 5-0 | 2-1  | 2-3 | 2-2 | 2-2 | 6-1 | 6-0 | 4-1 |
| F91 Dudelange                                              | 1-1 |     | 1-0 | 1-1 | 3-0 | 3-3 | 4-1 | 10-0 | 5-0 | 0-1 | 1-0 | 2-0 | 2-1 | 2-0 |
| Fola Esch                                                  | 1-1 | 1-1 |     | 1-2 | 3-1 | 1-3 | 4-0 | 0-1  | 1-1 | 0-0 | 2-0 | 0-0 | 4-1 | 4-1 |
| CS Grevenmacher                                            | 2-1 | 0-2 | 2-1 |     | 4-0 | 1-2 | 2-0 | 2-0  | 1-2 | 2-1 | 2-2 | 2-1 | 2-0 | 0-2 |
| US Hostert                                                 | 0-2 | 1-9 | 1-3 | 0-6 |     | 1-6 | 0-2 | 0-1  | 0-2 | 2-2 | 1-2 | 1-0 | 1-2 | 0-3 |
| Jeunesse d'Esch                                            | 1-2 | 2-1 | 2-0 | 1-2 | 3-2 |     | 0-0 | 2-0  | 2-1 | 2-2 | 2-3 | 1-0 | 2-1 | 4-3 |
| UN Käerjeng                                                | 1-1 | 0-0 | 2-3 | 2-1 | 3-0 | 3-0 |     | 3-2  | 0-0 | 3-2 | 3-0 | 2-1 | 1-0 | 1-2 |
| CS Pétange                                                 | 0-0 | 0-0 | 2-1 | 2-2 | 3-0 | 3-0 | 0-2 |      | 0-1 | 1-1 | 2-0 | 0-0 | 0-3 | 2-0 |
| Progrès Niedercorn                                         | 1-0 | 1-2 | 0-1 | 0-1 | 5-2 | 1-1 | 0-0 | 1-2  |     | 1-2 | 0-2 | 4-2 | 1-0 | 2-0 |
| Racing FC Union Luxembourg                                 | 1-0 | 2-0 | 2-2 | 1-1 | 3-3 | 1-3 | 1-2 | 0-0  | 3-3 |     | 3-0 | 3-1 | 1-3 | 3-3 |
| Rapid Mansfeldia Hamm Benfica                              | 1-2 | 1-4 | 2-0 | 1-3 | 3-1 | 2-4 | 2-3 | 0-4  | 2-0 | 4-0 |     | 9-1 | 8-2 | 1-0 |
| US Rumelange                                               | 0-7 | 0-6 | 1-1 | 0-5 | 3-2 | 1-5 | 2-0 | 3-0  | 2-1 | 0-3 | 1-3 |     | 3-3 | 4-1 |
| Swift Hesperange                                           | 0-3 | 0-3 | 1-2 | 1-1 | 1-3 | 1-1 | 3-3 | 3-1  | 1-0 | 1-0 | 1-2 | 3-0 |     | 1-1 |
| Union 05 Kayl-Tétange                                      | 2-6 | 1-3 | 0-3 | 3-3 | 5-0 | 1-3 | 0-0 | 1-2  | 1-1 | 2-0 | 3-2 | 1-0 | 2-0 |     |
| - Victoire à domicile - Match nul - Victoire à l'extérieur |     |     |     |     |     |     |     |      |     |     |     |     |     |     |

## Meilleurs buteurs
| Rang | Joueur            | Club               | Buts |
| ---- | ----------------- | ------------------ | ---- |
| 1    | Omar Er Rafik     | Differdange 03     | 23   |
| 2    | Daniel Huss       | CS Grevenmacher    | 20   |
| 2    | Sanel Ibrahimovic | FC RM Hamm Benfica | 20   |
| 4    | Aurélien Joachim  | Dudelange          | 19   |
| 5    | Stefano Bensi     | Dudelange          | 16   |

### Barrage
Le club ayant terminé 12e de Division Nationale joue sa place parmi l'élite face au 3e de Promotion d'Honneur, lors d'un match disputé sur terrain neutre.
| Équipe 1         | Résultat | Équipe 2         |
| ---------------- | -------- | ---------------- |
| Swift Hesperange | 2 - 6    | (D2) FC Wiltz 71 |

## Bilan de la saison
| Championnat du Luxembourg de football 2011-2012 |                           |
| Champion                                        | F91 Dudelange (10e titre) |
| Coupes et trophées                              |                           |
| Vainqueur de la Coupe du Luxembourg 2011-2012   | F91 Dudelange             |
| Qualifications continentales                    |                           |
| Ligue des champions de l'UEFA 2012-2013         | F91 Dudelange             |
| Ligue Europa 2012-2013                          | CS Grevenmacher           |
| Ligue Europa 2012-2013                          | Jeunesse d'Esch           |
| Ligue Europa 2012-2013                          | FC Differdange 03         |
| Promotions et relégations                       |                           |
| Promus en Division nationale                    | Etzella Ettelbruck        |
| Promus en Division nationale                    | FC Jeunesse Canach        |
| Promus en Division nationale                    | FC Wiltz 71               |
| Relégués en Promotion d'honneur                 | US Rumelange              |
| Relégués en Promotion d'honneur                 | US Hostert                |
| Relégués en Promotion d'honneur                 | Swift Hesperange          |